# Ole Erik Midtskogen
Ole Erik Midtskogen (Tynset, 12 aprile 1995) è un calciatore norvegese, attaccante del Kjelsås.

## Carriera
Cresciuto nelle giovanili del Tynset, ha debuttato in 3. divisjon con questa maglia in data 12 maggio 2012, subentrando ad Esten Hilmarsen nella vittoria per 3-0 sul Kolstad. Il 5 ottobre 2013 ha segnato la prima rete in squadra, nel successo per 0-6 maturato sul campo del KIL/Hemne. Ha fatto parte della squadra che ha centrato la promozione in 2. divisjon al termine del campionato 2015.
Ad agosto 2016, Midtskogen è stato ingaggiato dall'HamKam, compagine all'epoca militante in 2. divisjon. Ha debuttato con questa casacca in data 14 agosto, schierato titolare nel pareggio casalingo per 0-0 contro l'Elverum. L'8 ottobre successivo ha realizzato il primo gol, nel successo per 3-0 sul Rosenborg 2. Ha contribuito alla promozione dell'HamKam in 1. divisjon, arrivata alla fine della stagione 2017.
Il 6 dicembre 2017 ha prolungato il contratto che lo legava all'HamKam fino al 31 dicembre 2019.
In vista della stagione 2020, Midtskogen è stato ingaggiato dai faroesi del KÍ Klaksvík. In data 3 marzo 2020, ha contribuito alla vittoria della Supercoppa delle Fær Øer. Il 9 maggio seguente ha esordito in Formuladeildin, schierato titolare nella sconfitta per 0-2 subita contro il B36 Tórshavn. Il 28 maggio ha siglato la prima rete, nella vittoria per 3-0 sull'EB/Streymur. Il 21 agosto 2020 ha giocato la prima partita nelle competizioni europee per club: è stato titolare nel 3-0 sullo Slovan Bratislava.
Il 15 dicembre 2020 è stato ufficializzato il suo passaggio agli irlandesi del Dundalk, valido a partire dal 1º gennaio 2021. Il 2 aprile ha giocato la prima partita in squadra, sostituendo Ryan O'Kane nella sconfitta per 2-1 subita in casa degli Shamrock Rovers. Il 14 maggio è arrivata la prima rete, nel pareggio per 1-1 contro i Finn Harps. Il 13 agosto 2021, il Dundalk ha reso noto di aver rescisso il contratto con Midtskogen.
È tornato quindi in Norvegia, al Kjelsås: ha esordito in squadra il 14 agosto, segnando anche una rete nel 2-2 contro l'Øygarden.
Il 4 gennaio 2023, Midtskogen è stato tesserato dall'Odd, a cui si è legato con un contratto triennale. Il 4 luglio 2025 ha rescisso l'accordo che lo legava al club.
Il 14 luglio seguente, Midtskogen ha fatto ritorno al Kjelsås.

## Statistiche

### Presenze e reti nei club
Statistiche aggiornate al 14 luglio 2025.
| Stagione       | Club           | Campionato     | Campionato | Campionato | Coppe nazionali | Coppe nazionali | Coppe nazionali | Coppe continentali | Coppe continentali | Coppe continentali | Supercoppe | Supercoppe | Supercoppe | Totale | Totale |
| Stagione       | Club           | Comp           | Pres       | Reti       | Comp            | Pres            | Reti            | Comp               | Pres               | Reti               | Comp       | Pres       | Reti       | Pres   | Reti   |
| -------------- | -------------- | -------------- | ---------- | ---------- | --------------- | --------------- | --------------- | ------------------ | ------------------ | ------------------ | ---------- | ---------- | ---------- | ------ | ------ |
| 2012           | Tynset         | 3D             | 6          | 0          | CN              | 0               | 0               | -                  | -                  | -                  | -          | -          | -          | 6      | 0      |
| 2013           | Tynset         | 3D             | 12         | 1          | CN              | 0               | 0               | -                  | -                  | -                  | -          | -          | -          | 12     | 1      |
| 2014           | Tynset         | 3D             | 18         | 7          | CN              | 3               | 1               | -                  | -                  | -                  | -          | -          | -          | 21     | 8      |
| 2015           | Tynset         | 3D             | 22         | 11         | CN              | 3               | 1               | -                  | -                  | -                  | -          | -          | -          | 25     | 12     |
| gen.-ago. 2016 | Tynset         | 2D             | 15         | 2          | CN              | 1               | 0               | -                  | -                  | -                  | -          | -          | -          | 16     | 2      |
| Totale Tynset  | Totale Tynset  | Totale Tynset  | 73         | 21         |                 | 7               | 2               |                    | -                  | -                  |            | -          | -          | 80     | 23     |
| ago.-dic. 2016 | HamKam         | 2D             | 9          | 1          | CN              | -               | -               | -                  | -                  | -                  | -          | -          | -          | 9      | 1      |
| 2017           | HamKam         | 2D             | 26         | 4          | CN              | 1               | 1               | -                  | -                  | -                  | -          | -          | -          | 27     | 5      |
| 2018           | HamKam         | 1D             | 26         | 3          | CN              | 4               | 2               | -                  | -                  | -                  | -          | -          | -          | 30     | 5      |
| 2019           | HamKam         | 1D             | 25         | 3          | CN              | 2               | 0               | -                  | -                  | -                  | -          | -          | -          | 27     | 3      |
| Totale HamKam  | Totale HamKam  | Totale HamKam  | 86         | 11         |                 | 7               | 3               |                    | -                  | -                  |            | -          | -          | 93     | 14     |
| 2020           | KÍ Klaksvík    | FD             | 25         | 8          | CF              | 1               | 0               | UCL+UEL            | 2+2                | 0+1                | SF         | 1          | 1          | 31     | 10     |
| gen.-ago. 2021 | Dundalk        | PD             | 12         | 1          | CI              | 0               | 0               | UECL               | 3                  | 0                  | SI         | -          | -          | 32     | 10     |
| ago.-dic. 2021 | Kjelsås        | 2D             | 17         | 11         | CN              | -               | -               | -                  | -                  | -                  | -          | -          | -          | 17     | 11     |
| 2022           | Kjelsås        | 2D             | 26         | 18         | CN              | 3               | 1               | -                  | -                  | -                  | -          | -          | -          | 29     | 19     |
| 2023           | Odd            | ES             | 26         | 3          | CN              | 3               | 3               | -                  | -                  | -                  | -          | -          | -          | 29     | 6      |
| 2024           | Odd            | ES             | 27         | 1          | CN              | 2               | 0               | -                  | -                  | -                  | -          | -          | -          | 29     | 1      |
| gen.-lug. 2025 | Odd            | 1D             | 4          | 0          | CN              | 1               | 0               | -                  | -                  | -                  | -          | -          | -          | 5      | 0      |
| Totale Odd     | Totale Odd     | Totale Odd     | 57         | 4          |                 | 6               | 3               |                    | -                  | -                  |            | -          | -          | 63     | 7      |
| lug.-dic. 2025 | Kjelsås        | 2D             | 0          | 0          | CN              | -               | -               | -                  | -                  | -                  | -          | -          | -          | 0      | 0      |
| Totale Kjelsås | Totale Kjelsås | Totale Kjelsås | 43         | 29         |                 | 3               | 1               |                    | -                  | -                  |            | -          | -          | 46     | 30     |
| Totale         | Totale         | Totale         | 296        | 74         |                 | 24              | 9               |                    | 7                  | 1                  |            | 1          | 1          | 328    | 85     |

## Palmarès

### Club

#### Competizioni nazionali
- 3. divisjon: 1

Tynset: 2015
- 2. divisjon: 1

HamKam: 2017
- Supercoppa delle Fær Øer: 1

KÍ Klaksvík: 2020